# Maszyna uniwersalna
Maszyna uniwersalna (ang. Universal machine) - pojęcie odnosi się do uogólnionego modelu maszyny wirującej. Pomysł tego podejścia polega na tym, że wiele różnych typów elektrycznych maszyn wirujących ma wspólne cechy, które są reprezentowane za pomocą modeli matematycznych o zbliżonej lub identycznej strukturze. Wykorzystanie tej właściwości pozwala znacznie zredukować objętość bloków programowych przeznaczonych do rozwiązywania odpowiednich równań modeli poszczególnych typów maszyn.